# SC-SA-8
La SC-SA-8 es una carretera perteneciente a la Red de Carreteras Sin Clasificar de la Junta de Castilla y León. Se trata de un tramo que formaba parte de la antigua  SA-303 , hasta la construcción de la variante que actualmente forma parte de la  SA-315 .

## Origen y Destino
La carretera  SC-SA-8  transcurre íntegramente por el término municipal de Trabanca, iniciándose en la intersección con la carretera  SA-315 , y finalizando en la intersección con la carretera  SA-316 , formando parte de la Red de carreteras de Salamanca.